# Цифровой морфогенез
Цифровой морфогенез — процесс формообразования, смоделированный с применением вычислительной техники. Хотя это понятие применимо во многих областях, термин «цифровой морфогенез» используется прежде всего в архитектуре.
В архитектуре, цифровой морфогенез — это группа методов, которые используют вычислительные процессы для создания и адаптации формы, часто в стремлении выразить технические или поведенческие функции. В этом понимании, цифровой морфогенез только напоминает процессы морфогенеза в природе, не используя точные генетические и химические механизмы роста и адаптации. Недавние дискуссии цифрового морфогенеза в архитектуре связывает этот метод формообразования со многими смежными понятиями, включая самоорганизацию.